# Método de cifra repartidora
El Método de cifra repartidora es un sistema electoral que se utiliza, generalmente, para repartir los escaños de un cuerpo colegiado (p. ej. un parlamento o congreso), de modo no puramente proporcional a los votos obtenidos por las candidaturas. Aunque sobre todo es conocida en el ámbito de la política, este sistema puede servir para cualquier tipo de distribución proporcional.
Existen dos métodos de cifra repartidora comúnmente utilizados: el método d'Hondt, utilizado en Argentina, Austria, Bulgaria, Chile, Colombia, Croacia, España, Finlandia, Israel, Países Bajos, Perú, Polonia, Portugal y Venezuela y el método Sainte-Laguë que se aplica en Nueva Zelanda, Noruega, Suecia, Dinamarca, Bosnia Herzegovina, Letonia, Kosovo, y los estados alemanes de Hamburgo y Bremen.

## Reparto
Tras escrutar todos los votos, se calcula una serie de cocientes para cada lista. En el método d'Hondt, estos cocientes toman la forma {\displaystyle q_{i,k}=D_{i,k}=m_{i}/(s+1)} y en el método Sainte-Laguë son {\displaystyle q_{i,k}=S_{i,k}=m_{i}/(2s+1)}, donde {\displaystyle m_{i}} es el número de votos recibidos por la lista y {\displaystyle s} el número de escaños atribuidos al partidos hasta ese momento (al inicio es 0 para todos los partidos).
Si se están repartiendo {\displaystyle n} escaños, se toman los {\displaystyle n} mejores cocientes {\displaystyle q_{i,k}} y se otorga un escaño por cada cociente elegido.
El orden en que se repartan los escaños a los individuos de cada lista es irrelevante: puede ser una decisión interna del partido (en un sistema de listas cerradas) o puede que los votantes tengan alguna influencia (en un sistema de listas abiertas).
Mediante este método se pretende repartir los escaños en proporción al número de votos que haya recibido cada lista, manteniendo la proporción de votos recibidos respecto a escaños lo más cercana posible. Esto permite que partidos que han recibido relativamente pocos votos estén representados.

## Ejemplos
Suponiendo que se presenten siete partidos para elegir 21 escaños, los partidos reciben 1.000.000 votos repartidos así:
| Partido A | 2560 votos |
| Partido B | 2300 votos |
| Partido C | 1860 votos |
| Partido D | 1200 votos |
| Partido E | 1050 votos |
| Partido F | 806 votos  |
| Partido G | 650 votos  |
|           |            |

### Método d'Hondt
| Partido                 |                          | Partido A | Partido B | Partido C | Partido D | Partido E | Partido F | Partido G | Total |
| ----------------------- | ------------------------ | --------- | --------- | --------- | --------- | --------- | --------- | --------- | ----- |
| Votos por partido       | {\displaystyle m_{i}}    | 2560      | 2300      | 1860      | 1200      | 1050      | 806       | 650       | 11426 |
| {\displaystyle D_{i,0}} | {\displaystyle m_{i}/1}  | 391.000   | 311.000   | 184.000   | 73.000    | 27.000    | 12.000    | 2.000     |       |
| {\displaystyle D_{i,1}} | {\displaystyle m_{i}/2}  | 195.500   | 155.500   | 92.000    | 36.500    | 13.500    | 6.000     | 1.000     |       |
| {\displaystyle D_{i,2}} | {\displaystyle m_{i}/3}  | 130.333   | 103.667   | 61.333    | 24.333    | 9.000     | 4.000     | 667       |       |
| {\displaystyle D_{i,3}} | {\displaystyle m_{i}/4}  | 97.750    | 77.750    | 46.000    | 18.250    | 6.750     | 3.000     | 500       |       |
| {\displaystyle D_{i,4}} | {\displaystyle m_{i}/5}  | 78.200    | 62.200    | 36.800    | 14.600    | 5.400     | 2.400     | 400       |       |
| {\displaystyle D_{i,5}} | {\displaystyle m_{i}/6}  | 65.167    | 51.833    | 30.667    | 12.167    | 4.500     | 2.000     | 333       |       |
| {\displaystyle D_{i,6}} | {\displaystyle m_{i}/7}  | 55.857    | 44.429    | 26.286    | 10.429    | 3.857     | 1.714     | 286       |       |
| {\displaystyle D_{i,7}} | {\displaystyle m_{i}/8}  | 48.875    | 38.875    | 23.000    | 9.125     | 3.375     | 1.500     | 250       |       |
| {\displaystyle D_{i,8}} | {\displaystyle m_{i}/9}  | 43.444    | 34.556    | 20.444    | 8.111     | 3.000     | 1.333     | 222       |       |
| {\displaystyle D_{i,9}} | {\displaystyle m_{i}/10} | 39.100    | 31.100    | 18.400    | 7.300     | 2.700     | 1.200     | 200       |       |
| Total de escaños        | {\displaystyle p_{i}}    | 9         | 7         | 4         | 1         | 0         | 0         | 0         | 21    |

Se toma 43.444 como cifra repartidora. Se toman todos los coeficientes mayores o iguales a la cifra repartidora y se asigna un escaño al partido respectivo.
Una forma de determinar esta cifra es ordenando los números en la tabla, de mayor a menor:

| 1  | 391.000 | Partido A |
| 2  | 311.000 | Partido B |
| 3  | 195.500 | Partido A |
| 4  | 184.000 | Partido C |
| 5  | 155.500 | Partido B |
| 6  | 130.333 | Partido A |
| 7  | 103.667 | Partido B |
| 8  | 97.750  | Partido A |
| 9  | 92.000  | Partido C |
| 10 | 78.200  | Partido A |
| 11 | 77.750  | Partido B |
| 12 | 73.000  | Partido D |
| 13 | 65.167  | Partido A |
| 14 | 62.200  | Partido B |
| 15 | 61.333  | Partido C |
| 16 | 55.857  | Partido A |
| 17 | 51.833  | Partido B |
| 18 | 48.875  | Partido A |
| 19 | 46.000  | Partido C |
| 20 | 44.429  | Partido B |
| 21 | 43.444  | Partido A |
| 22 | 39.100  | Partido A |
| ⋮  | ⋮       | ⋮         |

Cualquier cifra entre 39.101 (1 + posición 22) y 43.444 (posición 21) sirve como cifra repartidora. Por conveniencia se toma la que queda en la posición 21. En el artículo de Sistema D'Hont se muestran formas
alternativas de hallar la cifra repartidora.

### Método Sainte-Laguë
| Partido                 |                          | Partido A | Partido B | Partido C | Partido D | Partido E | Partido F | Partido G | Total     |
| ----------------------- | ------------------------ | --------- | --------- | --------- | --------- | --------- | --------- | --------- | --------- |
| Votos por partido       | {\displaystyle m_{i}}    | 391.000   | 311.000   | 184.000   | 73.000    | 27.000    | 12.000    | 2.000     | 1.000.000 |
| {\displaystyle S_{i,0}} | {\displaystyle m_{i}/1}  | 391.000   | 311.000   | 184.000   | 73.000    | 27.000    | 12.000    | 2.000     |           |
| {\displaystyle S_{i,1}} | {\displaystyle m_{i}/3}  | 130.333   | 103.667   | 61.333    | 24.333    | 9.000     | 4.000     | 667       |           |
| {\displaystyle S_{i,2}} | {\displaystyle m_{i}/5}  | 78.200    | 62.200    | 36.800    | 14.600    | 5.400     | 2.400     | 400       |           |
| {\displaystyle S_{i,3}} | {\displaystyle m_{i}/7}  | 55.857    | 44.429    | 26.286    | 10.429    | 3.857     | 1.714     | 286       |           |
| {\displaystyle S_{i,4}} | {\displaystyle m_{i}/9}  | 43.444    | 34.556    | 20.444    | 8.111     | 3.000     | 1.333     | 222       |           |
| {\displaystyle S_{i,5}} | {\displaystyle m_{i}/11} | 35.545    | 28.273    | 16.727    | 6.636     | 2.455     | 1.091     | 182       |           |
| {\displaystyle S_{i,6}} | {\displaystyle m_{i}/13} | 30.077    | 23.923    | 14.154    | 5.615     | 2.077     | 923       | 154       |           |
| {\displaystyle S_{i,7}} | {\displaystyle m_{i}/15} | 26.067    | 20.733    | 12.267    | 4.867     | 1.800     | 800       | 133       |           |
| {\displaystyle S_{i,8}} | {\displaystyle m_{i}/17} | 23.000    | 18.294    | 10.824    | 4.294     | 1.588     | 706       | 118       |           |
| {\displaystyle S_{i,9}} | {\displaystyle m_{i}/19} | 20.579    | 16.368    | 9.684     | 3.842     | 1.421     | 632       | 105       |           |
| Total de escaños        | {\displaystyle p_{i}}    | 8         | 6         | 4         | 2         | 1         | 0         | 0         | 21        |

Se toma 24.333 como cifra repartidora. Se toman todos los coeficientes mayores o iguales a la cifra repartidora y se asigna un escaño al partido respectivo.